# Podtrejbszuny
Podtrejbszuny (biał. Падтрайбшуны; ros. Подтрейбшуны) – wieś na Białorusi, w obwodzie witebskim, w rejonie brasławskim, w sielsowiecie Widze.